# NGC 5351
NGC 5351 (również PGC 49359 lub UGC 8809) – galaktyka spiralna z poprzeczką (SBb), znajdująca się w gwiazdozbiorze Psów Gończych. Odkrył ją William Herschel 16 maja 1787 roku.